# 러시아 국민주의
러시아의 내셔널리즘이란 러시아인으로서의 애국주의, 민족주의, 국가주의 등의 개념을 포함한다.

## 같이 보기
- 소련 국민주의
- 푸틴주의
- 유라시아주의